# آلموسسافس
آلموسسافس (به اسپانیایی: Almussafes) یک شهرستان در اسپانیا است که در Ribera Baixa واقع شده‌است.

## خصوصیات
آلموسسافس ۱۰٫۷۷ کیلومترمربع مساحت و ۸٬۱۸۹ نفر جمعیت دارد و ۳۰ متر بالاتر از سطح دریا واقع شده‌است.